# Ипомея мясо-красная
Ипомея мясо-красная (лат. Ipomoea carnea) — многолетний кустарник из рода Ипомея (Ipomoea) семейства Вьюнковые, распространённый на юге Северной Америки и до центральной части Южной Америки. В регионах с тёплым климатом выращивается в качестве декоративного растения для ландшафтного оформления и формирования живой изгороди.

## Этимология
Научное название рода «ипомея» образовано от греческих слов ips, означающего «червь», и homoios — «похожий». Согласно наиболее распространённой версии, оно дано по виду ползучей корневой системы у многих представителей этого рода, по альтернативной — за вьющийся «червеобразный» характер побегов многих видов ипомеи. Иногда растение упоминается под устаревшими ботаническими названиями, вошедшими в синонимику рода: фарбитис (Pharbitis), квамоклит (Quamoclit), луноцвет или калониктион (Calonyction) и некоторыми другими.
Садоводы иногда называют представителей рода обиходным названием вьюнок, хотя Вьюнок (Convolvulus) — другой род внутри семейства Вьюнковые (Convolvulaceae) с похожим обликом, или граммофончики, за сходство венчика цветков ипомеи с рупором граммофона.  В англоязычных источниках некоторые виды, в первую очередь Ipomoea violacea, обиходно называют англ. morning glory, что в русскоязычных материалах зачастую переводится как «утреннее сияние».
Видовой эпитет образован от латинского корня «carō-» (плоть) и в ботанической номенклатуре традиционно переводится как «мясо-красный» (см. конский каштан мясо-красный, маммиллярия мясо-красная), хотя исходно прилагательное относится к насыщенно-приглушенной розовой окраске цветков и более корректным значением является «телесный».

## Ботаническое описание

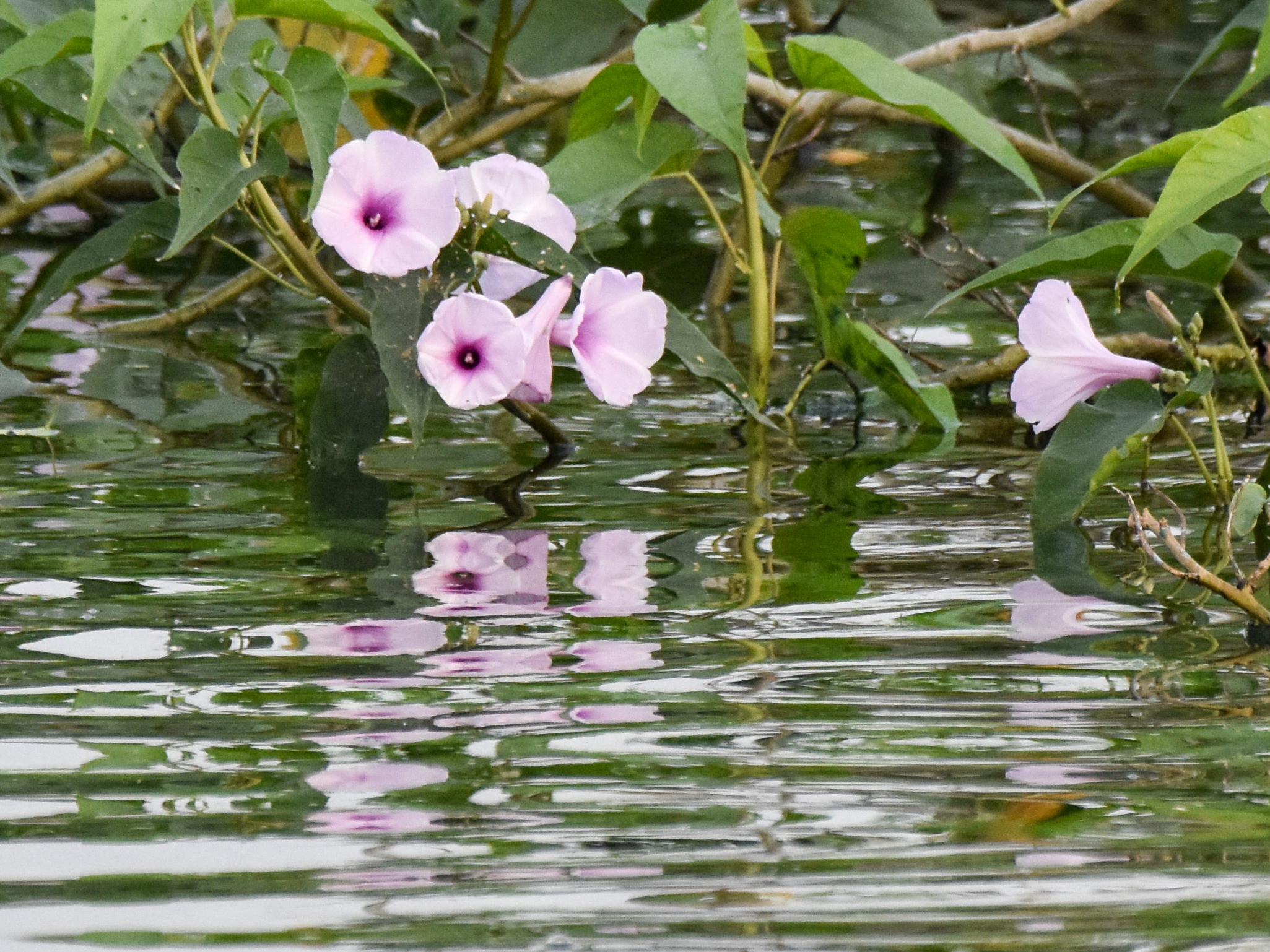
Побеги с цветками над прудом в городе Тирунелвели, Индия

Кустарники высотой 2–2,5, реже до 4 м. Побеги коричневатые, полые, прямостоячие, реже раскидистые или вьющиеся, травянистые, одревесневающие у основания. Млечный латексный сок белый. Корневая система корневищная.
Листья 10–25 см длиной и 5–8 см. в ширину, цельные, более-менее округло-ланцетовидные, опушённые или реже гладкие с обеих сторон. Базальная часть сердцевидная, усеченная или ушковидная, верхушка заостренная или округлая. Черешки длинные, 4–6 см.
Соцветия кистевидно-метельчатые, верхушечные. Цветоножка опушённая или гладкая. Цветки одиночные или немногочисленные, чашелистики 3–7 мм, более или менее округлые, опушённые или гладкие, вершина закругленная. Венчик 5–8 см длиной, воронковидный, от насыщенно-розового до розовато-фиолетового окраса (реже белый) с более тёмным зевом, снаружи мелкоопушённый.
Плоды 1,3–2 см в длину и ширину, конические, яйцевидные, полушаровидные, гладкие, при высыхании коричневеют. Семена 1–4 шт., 10–12 мм, эллипсовидные, коричневые или серые, опушённые тёмно-серыми или коричневыми трихомами.

## Распространение и экология
Растения предпочитают кустарниковые заросли, влажные или заболоченные участки. Встречаются до высоты 1750 м над уровнем моря. Природный ареал охватывает США, Мексику, Мезоамерику, Колумбию, Венесуэлу, Эквадор, Перу, Боливию, Бразилию, Парагвай, Аргентину и Антильские острова. Вид интродуцирован в большинстве стран центральной и восточной Африки, Азии, в Австралии и Новой Зеландии.
По данным сайта Международного Центра Сельского Хозяйства и Биологии ипомея мясо-красная, а также ипомея мясо-красная подвид дудчатая являются инвазивными видами. Будучи интродуцированной в достаточно тёплых регионах в качестве декоративного растения для живых изгородей и ландшафтного оформления, ипомея натурализовалась и агрессивно распространяется на заброшенных сельскохозяйственных участках, в прибрежных районах и заболоченных угодьях, представляет собой сорное растение на обрабатываемых землях, например, рисовых плантациях. Будучи активным потребителем питательных веществ и влаги, представляет угрозу для местной растительности, составляя ей жёсткую конкуренцию. Статус вредоносного сорного растения получила в США, инвазивного вида — в Индии, Непале, Египте, Южной Африке, Эсватини, на Кубе и многих островах тихоокеанского региона.

## Применение

### в медицине
Ипомея мясо-красная тысячелетиями традиционно использовалась в качестве лекарственного растения коренным населением Северной и Южной Америк. Современные исследования подтверждают анти-бактериальные, анти-грибковые, антиоксидантные, противораковые, иммуномодулирующие, жаропонижающие, успокаивающие и ранозаживляющие свойства экстрактов растения. Однако, необходимо учитывать и токсичный эффект этих препаратов
.

### в промышленности
Согласно различным источникам, ипомея мясо-красная является сырьем для множества технологических процессов в промышленности.
- Вегетативная масса растения содержит лигниновые компоненты, аналогичные настоящей древесине, и пригодна для изготовления бумаги.
- Высокое содержание целлюлозы и лигнина позволяет использовать растение для изготовления легких полимерных текстильных композитов.
- Активированный уголь из ипомеи продемонстрировал более высокие абсорбционные свойства, чем обычный абсорбент, при извлечении меди из водных растворов.
- Биомасса растения является перспективным источником энергии благодаря высокому содержанию целлюлозы, лигнина и метана.
- Добавление ипомеи мясо-красной в компост повышает микробную активность и увеличивает содержание термофильных бактерий.
- Экстракт растения показал отличные результаты в качестве пестицида против некоторых сельскохозяйственных вредителей, включая гусениц огневки Cnaphalocrocis medinalis, повреждающих посевы риса и других культур[12].

### в декоративном садоводстве
Ипомея мясо-красная часто выращивается ради красивых цветков, распускающихся на растении практически круглогодично, а также широко используется в качестве вида для создания живых изгородей. Будучи выносливым многолетником, адаптированным к разнообразным типам грунта, она предпочитает хорошо дренированные и плодородные почвы. Лучше всего растет на открытом солнце или полутени. Вид влаголюбив, но взрослые растения достаточно устойчивы к засухе. Для формирования прямостоячих экземпляров желательно использовать опоры, либо выращивать в естественном габитусе с поникающими побегами. По некоторым данным ипомея обладает аллелопатическими свойствами и подавляет развитие флоры на определённом расстоянии.

## Галерея
|                                                                                 |  |  |  |  |  |
| Слева направо: 1, 2 — общий вид растения; 3 — листья; 4, 5 — цветок; 6 — семена |  |  |  |  |  |

## Классификация

### Таксономическое положение
|  |                                |  |                                                  |                                                  |                     |  | еще 4 семейства в порядке Паслёноцветные (APG IV, 2016) | еще 4 семейства в порядке Паслёноцветные (APG IV, 2016) |                                                  |  |                                                                                         |  | еще 787 видов в роде Ипомея (APG IV, 2016) | еще 787 видов в роде Ипомея (APG IV, 2016) |  |
|  |                                |  |                                                  |                                                  |                     |  | еще 4 семейства в порядке Паслёноцветные (APG IV, 2016) | еще 4 семейства в порядке Паслёноцветные (APG IV, 2016) |                                                  |  |                                                                                         |  | еще 787 видов в роде Ипомея (APG IV, 2016) | еще 787 видов в роде Ипомея (APG IV, 2016) |  |
|  |                                |  |                                                  | порядок Паслёноцветные                           |                     |  |                                                         |                                                         | род Ипомея                                       |  |                                                                                         |  |                                            |                                            |  |
|  |                                |  |                                                  | порядок Паслёноцветные                           |                     |  |                                                         |                                                         | род Ипомея                                       |  | два подвида Ипомея мясо-красная подвид мясо-красная Ипомея мясо-красная подвид дудчатая |  |                                            |                                            |  |
|  | отдел Цветковые (APG IV, 2016) |  |                                                  |                                                  | семейство Вьюнковые |  |                                                         |                                                         | вид Ипомея мясо-красная                          |  |                                                                                         |  |                                            |                                            |  |
|  | отдел Цветковые (APG IV, 2016) |  |                                                  |                                                  |                     |  |                                                         |                                                         |                                                  |  |                                                                                         |  |                                            |                                            |  |
|  |                                |  | ещё 63 порядка цветковых растений (APG IV, 2016) | ещё 63 порядка цветковых растений (APG IV, 2016) |                     |  |                                                         | еще 84 рода в семействе Вьюнковые (APG IV, 2016)        | еще 84 рода в семействе Вьюнковые (APG IV, 2016) |  |                                                                                         |  |                                            |                                            |  |
|  |                                |  |                                                  | ещё 63 порядка цветковых растений (APG IV, 2016) |                     |  |                                                         |                                                         | еще 84 рода в семействе Вьюнковые (APG IV, 2016) |  |                                                                                         |  |                                            |                                            |  |

### Подвиды
- Ipomoea carnea subsp. carnea — Ипомея мясо-красная подвид мясо-красная
- Ipomoea carnea subsp. fistulosa — Ипомея мясо-красная подвид дудчатая[6]

### Сорта и гибриды
Сведения о культиварах ипомеи мясо-красной в открытых источниках отсутствуют за исключением сорта «Индьюсер» ('Inducer'), который используется в качестве подвоя для некоторых форм ипомеи батат, в обычных условиях не формирующих цветки или не завязывающих семена.